# Jogos de apostas no Brasil

Palácio Quitandinha, em Petrópolis, construído em 1944 para ser o maior cassino do Brasil

Os jogos de apostas no Brasil tem diversas restrições legais. Os cassinos são considerados ilegais no Brasil e considerados contravenção penal desde 1946, por decreto assinado pelo presidente Eurico Gaspar Dutra, que teria sido influenciado por sua esposa Carmela Dutra, que era conhecida por sua forte religiosidade à Igreja Católica. No entanto, as apostas em corridas de cavalos e as apostas esportivas são legalizadas, assim como as loterias, que são um monopólio da Caixa Econômica Federal.
Grande parte dos países que proíbe os cassinos são do mundo islâmico, como Indonésia e Arábia Saudita. O Brasil, ao lado de Cuba e Islândia, é um dos poucos países não islâmicos que proíbe cassinos em seu território. Dos 34 países que formam a Organização para a Cooperação e Desenvolvimento Econômico (OCDE), por exemplo, apenas a Islândia não permite jogos. No G20, apenas Brasil, Arábia Saudita e Indonésia proíbem jogos de apostas. Segundo apoiadores da legalização, a economia brasileira perde em arrecadação, vagas de empregos e turismo para países como Uruguai, Argentina, Estados Unidos, Macau, etc.

## História
A exploração particular de jogos de azar era permitida no Brasil até 1946. A última partida de roleta no Brasil foi realizada no cassino do Hotel Copacabana Palace em 30 de abril de 1946. Na época, havia no Brasil cerca de 71 cassinos que empregavam 60 mil pessoas em empregos diretos e indiretos, segundo fontes existentes nos arquivos desses estabelecimentos.

### Proibição em abril de 1946

Carmela Dutra, esposa de Eurico Gaspar Dutra.

Antes da proibição, de acordo com Dario L. D. Paixão, havia 71 cassinos no país que empregavam 60 mil pessoas em empregos diretos e indiretos, segundo fontes existentes nos arquivos desses estabelecimentos. A proibição dos jogos de azar no Brasil foi estabelecida por força do Decreto-Lei 9 215, de 30 de abril de 1946, assinado pelo presidente Eurico Gaspar Dutra sob o argumento de que o jogo é degradante para o ser humano.
Muitos destacam, no entanto, a forte influência que a esposa de Dutra, a primeira-dama Carmela Dutra, teria exercido na proibição, motivada por sua forte devoção à Igreja Católica. A proibição teve um forte efeito econômico em cidades que viviam principalmente do turismo ligado aos jogos, como Petrópolis, Poços de Caldas, Lambari, Caxambu e outras.  Os 95 empregados do Cassino Ahú suscitaram a maior reclamatória na Justiça do Trabalho do Paraná, até então.
Um dos maiores prejudicados com a proibição do jogo no Brasil foi o empresário Joaquim Rolla, que tinha um acordo firmado com o presidente Getúlio Vargas segundo o qual o governo brasileiro assumiria todas as indenizações trabalhistas dos cassinos que fossem eventualmente fechados pela proibição do jogo no Brasil, acordo este que não foi cumprido pelos governos brasileiros posteriores. Durante o período de funcionamento das casas de jogos no Brasil destinou-se a renda de impostos à saúde pública, infraestrutura e segurança pública; tais regulamentações couberam sempre ao governo nacional ou local.

### Bingos e caça-níqueis
Em 1993, a exploração comercial que oferece jogos de bingo e máquinas caça-níqueis foi legalizada pela Lei Zico, que dispôs sobre a exploração comercial de jogos de bingo para financiamento de entidades esportivas. Em 1998, a Lei Pelé revogou a Lei Zico e criou um capítulo especial regulando a exploração do bingo. A partir de 2004, a Medida Provisória 168, assinada pelo presidente Luiz Inácio Lula da Silva, proibiu a exploração comercial de bingos e caça-níqueis. Foi foi comprovado que bingos e máquinas eram explorados por bicheiros, revelando conexões com o crime organizado.

## Legalização

O Brasil é um dos poucos países não islâmicos que proíbe cassinos em seu território (em preto)

A campanha pela legalização das apostas no Brasil ganhou força devido à pressão da indústria e à crescente popularização das apostas online no país. De resto, as apostas esportivas têm já uma tradição de décadas no país, tendo explodido nos últimos tempos devido ao forte crescimento das plataformas online - sobretudo depois de 2018. Recentemente, também os chamados jogos de apostas se tornaram um fenômeno de popularidade. O próprio termo jogos de apostas é hoje utilizado pelos brasileiros para se referirem aos jogos de cassino como slots, roleta, blackjack, jogo crash, entre outros.
O debate sobre a legalização dos jogos de azar é polêmico no Brasil e esbarra em questões ideológicas e religiosas. Desde 1991, diversos projetos de lei que propõem a legalização dos jogos de azar tramitam no Congresso Nacional do Brasil. Parlamentares favoráveis à legalização dos jogos de azar no Brasil alegam que os jogos de azar podem aumentar a arrecadação gerada pela tributação da exploração comercial dos jogos de azar. Os membros do Congresso Nacional que se opõem à proposta, que incluem congressistas da Bancada Evangélica, levantam questões sobre os riscos mentais do vício do jogo e argumentam que a exploração do jogo pode abrir as portas à corrupção e à lavagem de dinheiro.

### PL 442/1991
Em fevereiro de 2022, a Câmara dos Deputados do Brasil aprovou o projeto de lei 442 de 1991 (PL 442/1991), que seguiu para votação no Senado, onde permanece desde então. A medida inclui cassinos, bingos, jogo do bicho e jogos online, entre outros.
De acordo com o texto aprovado pela Câmara, a operação de jogos de azar em várias modalidades dependerá de licenças, que serão concedidas permanentemente ou por prazo determinado. Cassinos poderão ser instalados apenas dentro de resorts de grande porte, com limite de estabelecimentos por estado da federação e proibição de que um mesmo grupo econômico controle múltiplos estabelecimentos no mesmo estado. O PL também prevê "cassinos turísticos", que poderão operar em localidades que detenham o título de patrimônio natural da humanidade, como Fernando de Noronha e o Parque Nacional do Iguaçu, e em navios de cruzeiro.

### PL 186/2014
Apresentado pelo senador Ciro Nogueira, o Projeto de Lei 186/2014 buscava legalizar cassinos, bingos, jogo do bicho e apostas em corridas de cavalos. A proposta tramitou por anos no Senado, mas acabou sendo arquivada sem votação final.

### PL 1471/2015
De autoria da deputada Renata Abreu (PTN-SP), esse projeto propunha a liberação dos bingos e outros jogos de apostas. A proposta também previa a retirada do jogo do bicho do rol das contravenções penais, alterando os Decretos-Lei nº 3.688/41 e nº 6.259/44.
PL 442/2016 (atualmente PL 2.234/2022 no Senado)
Em 2016, foi criada uma comissão especial na Câmara dos Deputados para discutir o Marco Regulatório dos Jogos no Brasil, unificando e atualizando propostas anteriores, como o PL 442/1991. O texto aprovado pela Câmara seguiu como PL 2.234/2022 para o Senado, onde ainda aguarda votação.

## Legislação atual

### Monopólio federal de loterias
No Brasil, a Caixa Econômica Federal (CEF) possui o monopólio oficial sobre as loterias no Brasil desde 1961, sendo a instituição responsável por gerenciar e operar todas as modalidades de jogos de azar regulamentados no país. Este monopólio foi estabelecido para garantir segurança, transparência e controle sobre as apostas, evitando o uso indevido dos recursos e assegurando que parte significativa dos lucros seja direcionada para causas sociais, como saúde, educação, segurança pública e esporte. Em 2015, foi criada a subsidária Loterias Caixa para administrar as diferenres modalidades de jogos de apostas estatais, como Loteca, Loteria Federal, Lotofácil, Lotomania, Dupla Sena, Mega-Sena, etc.

### Apostas esportivas

#### Lei 13.756/2018
Com a aprovação da Lei 13 756/2018 pelo ex-Presidente Michel Temer os apostadores brasileiros puderam passar a realizar apostas em jogos de futebol em casas de apostas online. Essa legislação permitiu a prática das chamadas apostas de quota fixa, desde que operadas por sites sediados no exterior , situação comparável à dos cassinos em cruzeiros, que só iniciam suas operações em águas internacionais, fora da jurisdição brasileira. O processo de legalização das apostas esportivas está neste momento em curso, estando já definidos os principais pontos de seu enquadramento legal, que esperam agora aprovação do senado. As empresas terão de obter uma licença, que deverá custar cerca de R$30 milhões e ser válida por 3 anos, e pagar uma taxa de 18% sobre sua receita. Em 2024, o governo federal criou uma Secretaria de Prêmios e Apostas, dentro do Ministério da Fazenda, para regulamentar e fiscalizar as apostas.

#### Lei 14.790/2023
Em 29 de dezembro de 2023, houve a sanção da Lei 14.790, conhecida como a "Lei das Bets". Esta legislação abrange apostas de quota fixa, tanto em eventos esportivos quanto em jogos de azar online, como caça-níqueis e roletas. Também estabelece diretrizes rigorosas para métodos de pagamento, atendimento ao cliente, publicidade e inclui medidas para prevenir a lavagem de dinheiro e fraudes por meio da criação de um sistema de fiscalização e penalidades para garantir o cumprimento das normas. Em 8 de outubro de 2024, o Ministério da Fazenda do terceiro mandato do Governo Lula atualizou a lista das 210 sites de apostas online de 96 empresas, liberadas a operar em todo o país. Em 11 de outubro de 2024, o Minstério da Fazenda do Governo Lula começou a retirar cerca de 2.040 sites de apostas online não autorizadas do ar em todo o país. Em 29 de outubro de 2024, o Governo Lula assinou um convênio com quatro organismos independentes focados em monitoramento e integridade, com atuação internacional, para coibir a manipulação de resultados no mercado de apostas esportivas.
Na noite do dia 14 de novembro de 2024, todos os ministros do Supremo Tribunal Federal (STF) decidiram manter a decisão do ministro Luiz Fux que determina ao governo a adoção imediata de medidas para impedir o uso de recursos de programas assistenciais, como o Bolsa Família, em apostas online.

#### Portaria 1207/2024
Em 31 de julho de 2024, o Ministério da Fazenda, durante o governo do presidente Luiz Inácio Lula da Silva, publicou a Portaria nº 1.207, que estabelece regras específicas para diversas modalidades de apostas online, incluindo caça-níqueis (slots), jogos de colisão (crash games), roletas, blackjack, dados e outras categorias de jogos virtuais.